# نورمن نیامارک

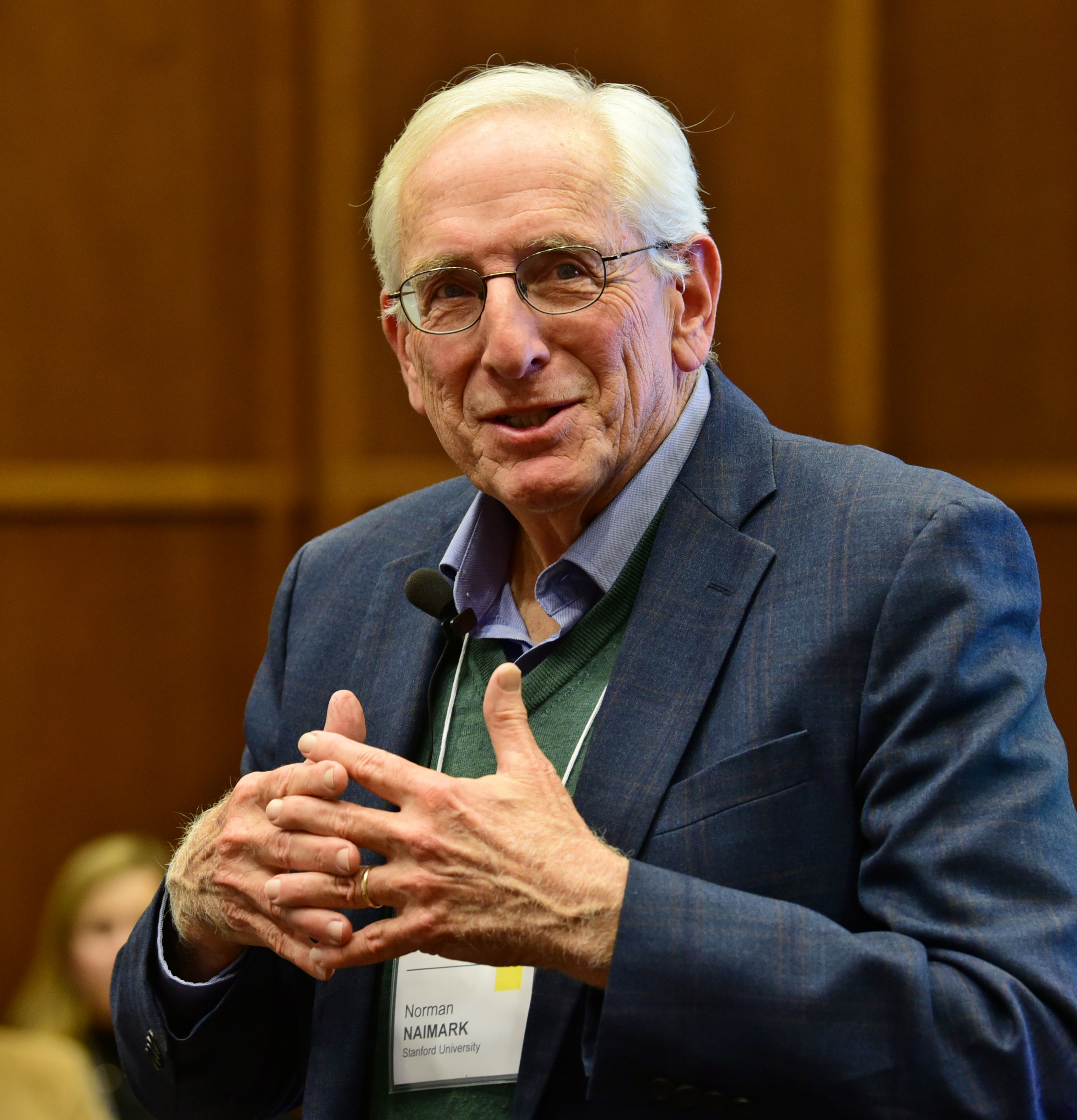

نورمن نیامارک (به انگلیسی: Norman Naimark) یک مورخ متخصص در تاریخ مدرن شرق اروپا، نسل کشی و پاکسازی قومی است. نیامارک عضو ارشد انستیتو هوور، و استاد دانشکده تاریخ دانشگاه استنفورد است.